# Strada statale 292 Nord Occidentale Sarda
La strada statale 292 Nord Occidentale Sarda (SS 292) è un'importante strada statale italiana. Scorre nel nord-ovest della Sardegna.

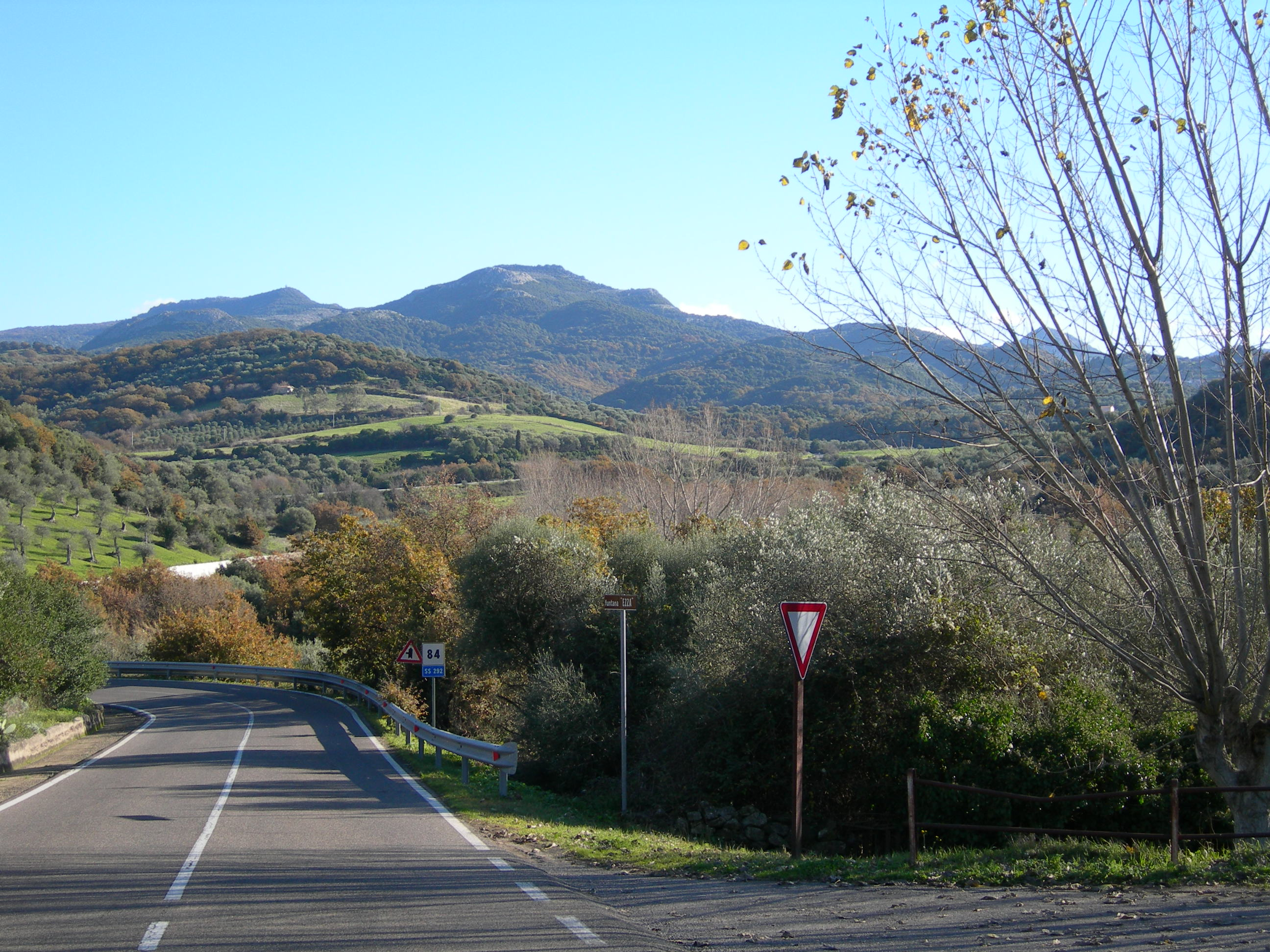
Un tratto della SS 292 nei pressi di Sennariolo.

## Percorso
Inizia ad Alghero, dalla strada statale 127 bis Settentrionale Sarda, uscendo dal sud della città, e si snoda verso l'interno. Il suo tracciato è curvilineo nella prima parte, dove sale di quota; qui attraversa il centro abitato di Villanova Monteleone. Valicato il territorio comunale di Monteleone Rocca Doria, digrada fino a giungere a Padria (dove diparte la strada statale 292 dir Nord Occidentale Sarda) e proseguendo per diversi km, entra nell'oristanese.
Le prime località che qui si incontrano sono Suni (dove si interseca la strada statale 129 bis Trasversale Sarda), Tinnura, Flussio, Magomadas e Tresnuraghes. Proseguendo verso sud tocca poi i centri di Sennariolo e Cuglieri, dove per mezzo di una circonvallazione aperta al traffico nel 2009, viene evitato il transito all'interno di quest'ultimo centro abitato, poi devia verso la costa.

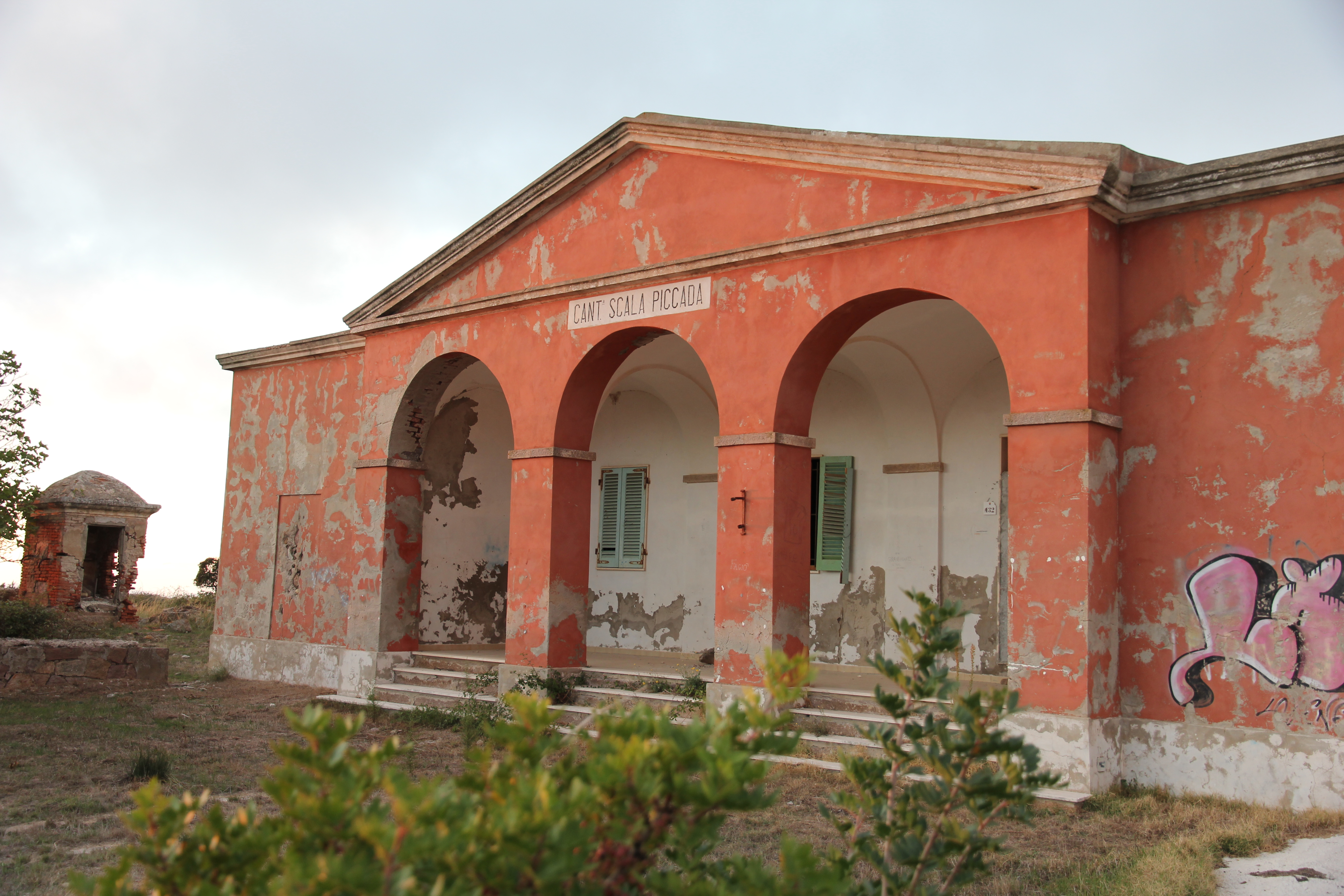
La cantoniera di Scala Piccada, traguardo dell'omonima cronoscalata

Arrivata qui, tocca Santa Caterina di Pittinuri, S'Archittu e Torre del Pozzo (le tre frazioni di Cuglieri); gli ultimi km sono in pianura e rettilinei, dove si attraversano i centri di Riola Sardo, Nurachi e la frazione oristanese di Donigala Fenughedu. In corrispondenza del santuario "Madonna del Rimedio" (da cui parte la SP 54 bis che entra ad Oristano Nord) la strada segue una curva verso nord-est e prosegue per circa 4,7 chilometri, attraversando le frazioni oristanesi di Nuraxinieddu e Massama, per confluire nella strada statale 131 Carlo Felice in corrispondenza del chilometro 99.
La 292 è totalmente priva di gallerie e presenta il tratto di strada statale a carreggiata unica in completo rettilineo più lungo della Sardegna con 2.675 metri, tra Cuglieri e la borgata marina di Santa Caterina di Pittinuri; questo tratto è chiamato localmente chiamato  Fanne Arca, dal nome di una località omonima attraversata dalla strada.
Nel tratto tra Alghero e Suni è particolarmente apprezzata dai mototuristi, in virtù delle innumerevoli curve e dei paesaggi spettacolari che attraversa.
È in fase di realizzazione una nuova variante della strada che consente di evitare l'attraversamento dei centri abitati di Sennariolo e Cuglieri. Il progetto è stato oggetto di pesanti polemiche e critiche da parte degli abitanti e dei sindaci di Sennariolo e Cuglieri per via della presenza di terreni agricoli e di altri problemi vari.

## Strada statale 292 dir Nord Occidentale Sarda
La strada statale 292 dir Nord Occidentale Sarda (SS 292 dir) è una strada statale italiana. Funge praticamente da collegamento tra la strada statale 292 Nord Occidentale Sarda nei pressi di Padria e la strada statale 131 Carlo Felice nei pressi di Cossoine.
Inizia dalla Strada statale 292 Nord Occidentale Sarda nei pressi di Padria. I centri che incontra sono Pozzomaggiore (dove viene evitato l'attraversamento del centro) e Cossoine. Il suo percorso termina sulla Strada Statale 131 Carlo Felice nei pressi di quest'ultimo centro abitato.

## Galleria d'immagini

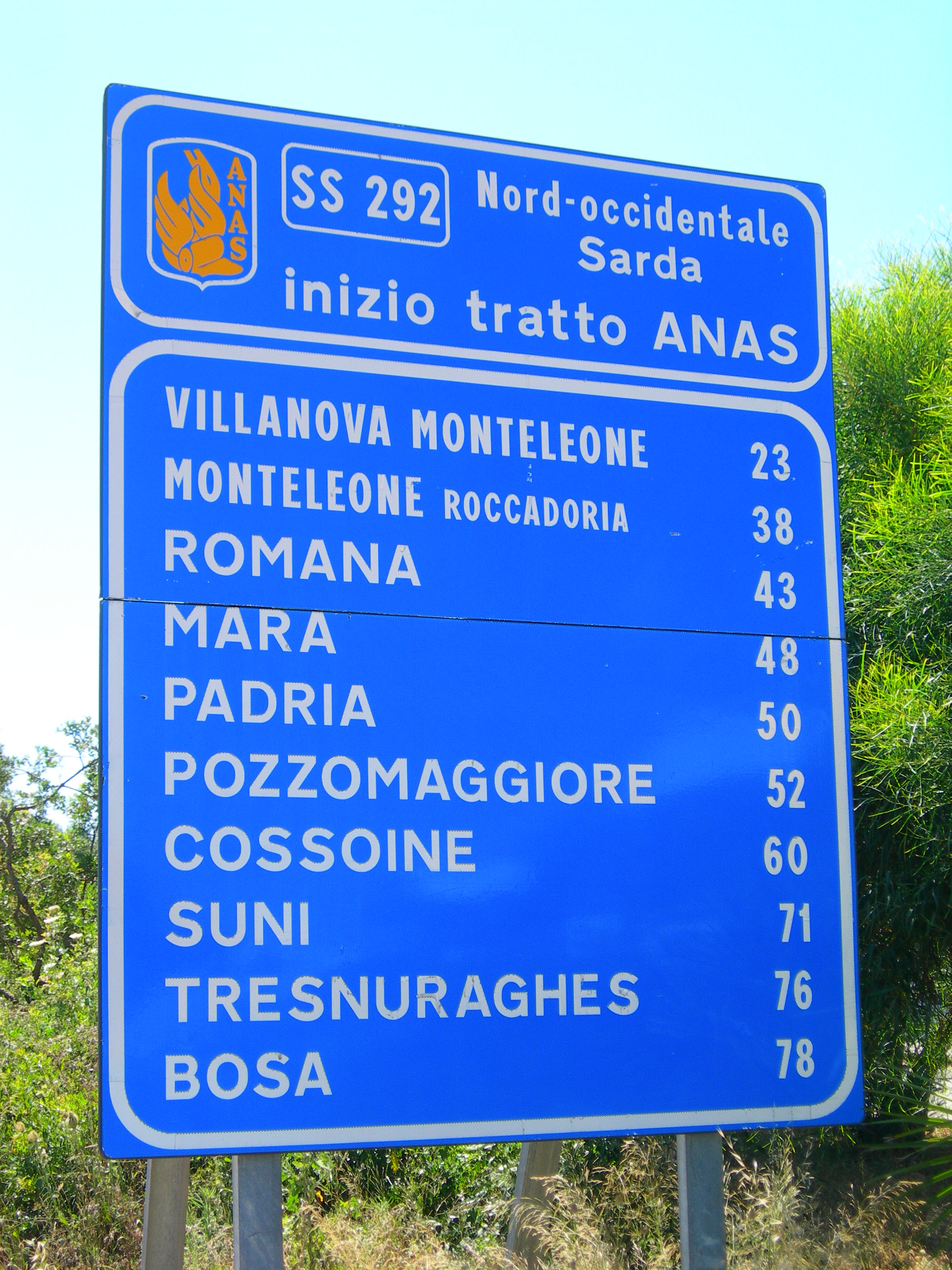
Cartello delle distanze chilometriche all'uscita sud di Alghero.
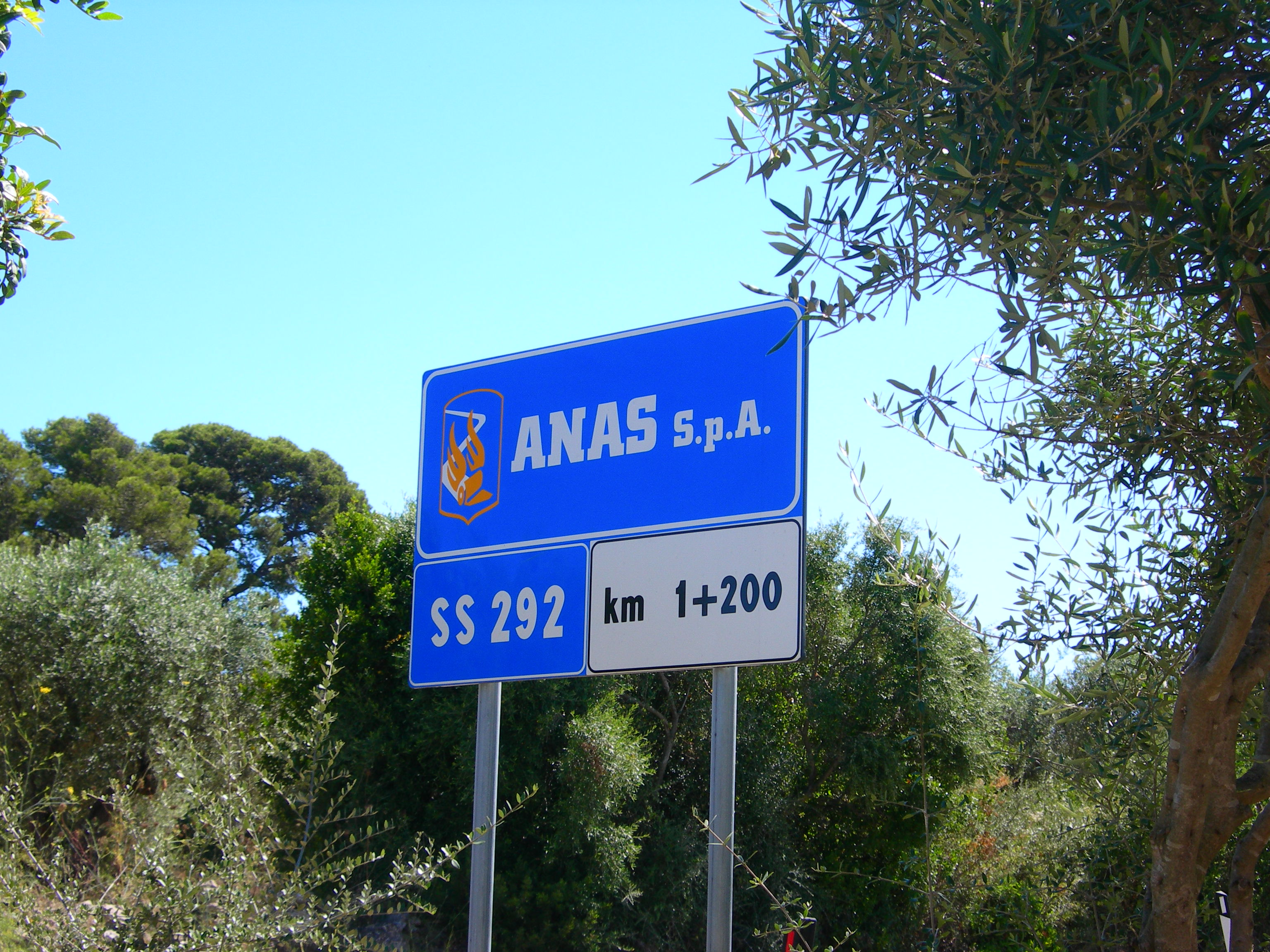
L'inizio del tratto ANAS della SS292 all'uscita sud di Alghero.
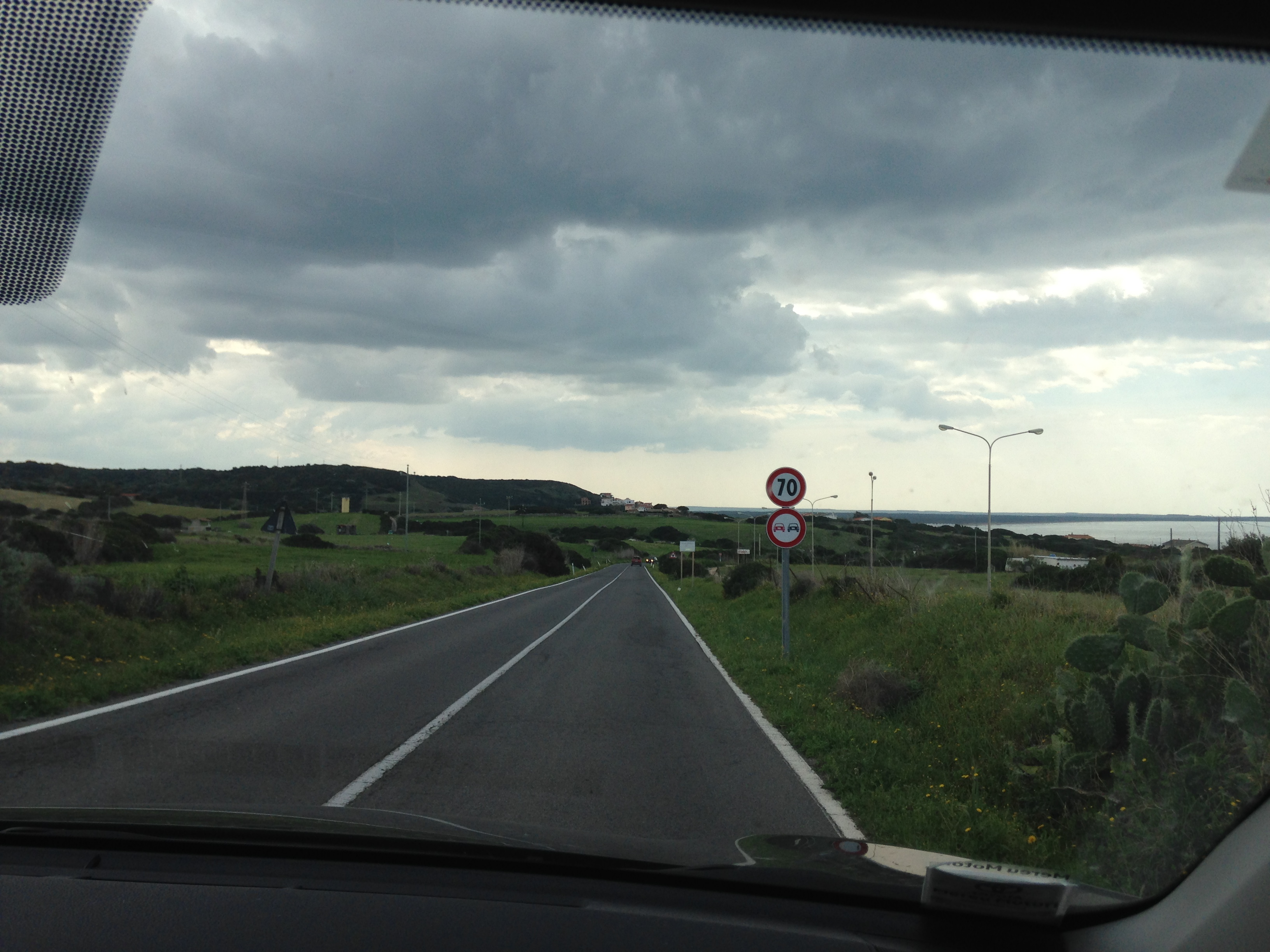
Un tratto della SS292 tra le borgate marine di Santa Caterina di Pittinuri e S'Archittu.